# Polystichum loratum
Polystichum loratum är en träjonväxtart som beskrevs av H.He och Li Bing Zhang. Polystichum loratum ingår i släktet Polystichum och familjen Dryopteridaceae. Inga underarter finns listade.